# Санджак Александрета
Санджак Александрета (на арабски: لواء الإسكندرونة , на френски: Sandjak d'Alexandrette, на турски: İskenderun Sancağı) е санджак на френския мандат в Сирия, съставен от две каази (Александрета и Антиохия, днешни Искендерун и Антакия) на бившия вилает Халеб. 
Става автономен съгласно член 7 от Договора от Анкара от 1921 г.: „Ще се установи специален административен режим за окръг Александрета. Турските жители на този окръг ще се ползват от улеснение за своето културно развитие. Турският език ще има официално признание“.
През 1923 г. е присъединен към Държавата Халеб, а през 1925 г. е присъединен към комбинираната Държава Сирия с нещо като федерален административен статут, наречен на френски: régime spécial.
Изборите през 1936 г. в санджака се връщат двама депутати, подкрепящи независимостта на Сирия от Франция, и това предизвиква обществени бунтове, както и страстни статии в турската и сирийската преса. Санджакът получава автономия през ноември 1937 г. в споразумение с посредничеството на Лигата. Съгласно новия си статут санджакът става „отделен, но не отделен“ от френския мандат на Сирия на дипломатическо ниво, свързан както с Франция, така и с Турция по въпроси на отбраната.

## Население
Провинцията има етническо множество от турци и араби, включително различни малцинства.
| Население на Държава Хатай през 1936 г. според френското преброяване |         |      |
| Етническа група                                                      | Жители  | %    |
| алавити                                                              | 61 600  | 28%  |
| сунитски араби                                                       | 22 000  | 10%  |
| турци                                                                | 85 800  | 39%  |
| арменци                                                              | 24 200  | 11%  |
| мелкити, гърци и други християни                                     | 17 600  | 8%   |
| черкези, евреи, кюрди                                                | 8 800   | 4%   |
| Общо                                                                 | 220 000 | 100% |

Въпреки мнозинството турците са свръхпредставени в събранието на провинцията, съставлявайки повече от половината от него. Малцинствата се заклеват на турски език при встъпването им в длъжност като депутати.

## Регистрация на избиратели и избори (1938)
Разпределението на местата в събранието на санджака се основава на преброяването от 1938 г., проведено от френските власти под международен контрол: от 40 места 22 са дадени на турците, девет за алавите, пет за арменците, две за сунитските араби и две за антиохийските гърци. Въз основа на споразумението от 29 май 1937 г. и подписите от 3 юли 1938 г. Франция и Турция ще отбраняват съвместно Хатай с 2500 войници всяка. Съгласно това споразумение турските военни изпращат сили за намеса от Паяс и Хаса. На 5 юли турските сили влизат в Искендерун.
Според официалните регистрационни номера към 22 юли 1938 г. в санджака са регистрирани 57 008 избиратели, принадлежащи към следните етнически групи.
- турци: 35 847
- алавити: 11 319
- арменци: 5504
- гръцки православни: 2098
- араби (сунитски мюсюлмани): 1845
- други: 359

40 места в санджакското събрание на кааза са разпределени както следва:
- Антакия: 14 турци, 7 алавити, 2 арменци, 2 араби сунити, 1 православен гърци
- Искендерун: 3 турци, 2 алавити, 1 арменец, 1 православен грък
- Къйръкхан: 5 турци, 2 арменци
- Общо: 22 турци, 9 алавити, 5 арменци, 2 араби сунити, 2 православни гърци

Въпреки регистрацията на гласоподавателите не са проведени избори и одобреното от Хатай събрание е възложено от турските и френските власти. Тайфур Сьокмен, който е назначен от Мустафа Кемал Ататюрк да ръководи прехода, пристига в Антакия от Дьортьол на 25 август 1938 г.

## Държава Хатай
На 2 септември 1938 г. събранието провъзгласява Санджак Александрета за държава Хатай .Държавата просъществува година под съвместен френски и турски военен надзор. Самото име Хатай е предложено от Ататюрк и правителството е под турски контрол. Президентът Тайфур Сьокмен е член на турския парламент, избран през 1935 г. (представляващ провинция Анталия), а министър-председателят д-р Абдурахман Мелек също е избран в турския парламент (представляващ провинция Газиантеп) през 1939 г., докато все още заема поста министър-председател. На 29 юни 1939 г., след референдум, законодателният орган на Хатай гласува за премахване на държавата Хатай и присъединяването й към Турция. Държавата Хатай става турската провинция Хатай през 1939 г.

## Препратки
1. ↑  Sarah D. Shields, Fezzes in the River: Identity Politics and European Diplomacy in the Middle East on the Eve of World War II. Oxford: Oxford University Press, 2011.
2. 1 2  Picard, Elizabeth. Retour au Sandjak //  Maghreb-Machrek (99).   Paris, Documentation française, January–March 1982.
3. ↑  Schmidinger, Thomas. Krieg und Revolution in Syrisch-Kurdistan: Analysen und Stimmen aus Rojava.   Mandelbaum Verlag, 2017-03-22. ISBN 978-3-85476-665-0. S. 59. (на немски)
4. ↑  Brandell, Inga. State Frontiers: Borders and Boundaries in the Middle East.   I.B.Tauris, 2006. ISBN 978-1-84511-076-5. с. 144. Посетен на 30 July 2013.
5. 1 2  Bazantay, Pierre. Un conflit de nationalités au Proche-Orient : le sandjak d'Alexandrette 1934-1939 //  {{{journal}}}.
6. ↑  Hatay Devleti Millet Meclisi Zabıtları.   Ankara, ATAM, 2009. с. 19.
7. ↑  Hatay Askeri Anlaşmasının esasları //   Ulus, 1938-07-03. с. 1,3. Посетен на 2022-10-18.
8. ↑  Türk askerleri Hatay'da //   Ulus, 1938-07-05. с. 1–7.
9. ↑  HATAY TARİHİ Архив на оригинала от 2011-08-10 в Wayback Machine., Republic of Turkey Hatay Governorate

|  | Тази страница частично или изцяло представлява превод на страницата Sanjak of Alexandretta в Уикипедия на английски. Оригиналният текст, както и този превод, са защитени от Лиценза „Криейтив Комънс – Признание – Споделяне на споделеното“, а за съдържание, създадено преди юни 2009 година – от Лиценза за свободна документация на ГНУ. Прегледайте историята на редакциите на оригиналната страница, както и на преводната страница, за да видите списъка на съавторите. ВАЖНО: Този шаблон се отнася единствено до авторските права върху съдържанието на статията. Добавянето му не отменя изискването да се посочват конкретни източници на твърденията, които да бъдат благонадеждни. |